# Anja Kampe

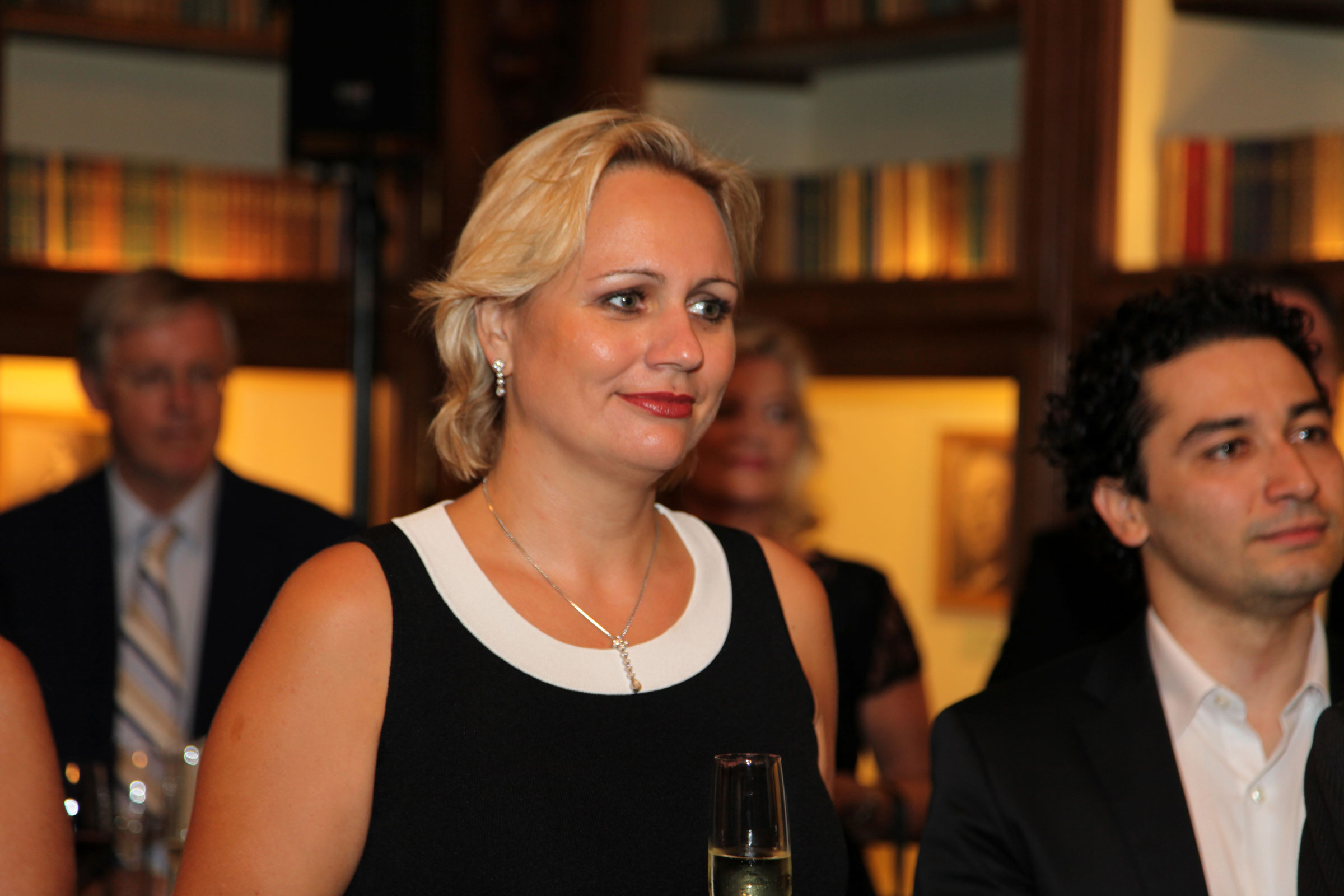
Anja Kampe (2010)

Anja Kampe (* 1968 in Zella-Mehlis, Kreis Suhl-Land, DDR) ist eine deutsch-italienische Opernsängerin (dramatischer Sopran).

## Leben
Durch Zufall kam Anja Kampe zum Operngesang. Eigentlich wollte sie Gitarre lernen, aber es war kein Studienplatz frei: „Meine erste Gesangslehrerin hatte mich zufällig singen hören und gefragt, ob ich es nicht mal mit Gesangsunterricht probieren würde.“ Bis zum Abitur blieb sie in ihrer Heimatstadt und studierte bei ihrer ersten Musiklehrerin Hannelore Schlegelmilch. Anschließend studierte sie Gesang an der Hochschule für Musik Carl Maria von Weber Dresden. Kurz vor der Wende heiratete sie mit 21 noch in der DDR einen Italiener und übersiedelte nach Turin, wo sie ihr Studium am Konservatorium beendete. Am Turiner Teatro Regio gab Anja Kampe 1991 ihr Debüt als Gretel in der Oper Hänsel und Gretel. Sie gewann mehrere Wettbewerbe, u. a. den Internationalen Musikwettbewerb Giovanni Battista Viotti von Vercelli sowie den dritten Internationalen Wettbewerb für Wagner-Stimmen in Saarbrücken.
Zahlreiche Engagements führten die Sopranistin an die großen Musikbühnen von Italien, Frankreich, Israel, Spanien, Deutschland, Österreich, Belgien, USA, England, Japan und den Niederlanden. Im Sommer 2002 debütierte sie bei den Bayreuther Festspielen als Freia im Rheingold und als Gerhilde in der Walküre. 2013 bis 2015 sang sie in Bayreuth die Sieglinde unter der musikalischen Leitung von Kirill Petrenko. Mit ihm sang sie zuvor schon die Isolde bei der Ruhrtriennale 2011, eine Rolle, in der die sie zuvor bei den Festspielen in Glyndebourne debütiert hatte. Erfolge feierte sie an der Bayerischen Staatsoper, wo sie 2006 als Senta im Fliegenden Holländer debütierte und in der Folge als Ariadne in Ariadne auf Naxos und Leonore in Fidelio, Sieglinde in Wagners Walküre oder Katharina in Lady Macbeth von Mzensk zu hören war. Als Leonore debütierte sie am 7. Dezember 2014 zur Eröffnung der Saison an der Scala unter der Leitung von Daniel Barenboim, mit dem sie auch an der Staatsoper Berlin in den Neuproduktionen Tosca und Parsifal zu erleben war. Bei den Salzburger Osterfestspielen 2016 debütierte sie unter der Leitung von Christian Thielemann als Brünnhilde in Wagners Walküre. 2020 debütierte sie an der Metropolitan Opera in New York City als Senta im Fliegenden Holländer. Weitere Erfolge hatte sie auch an den Opernhäusern Covent Garden in London und an der Wiener Staatsoper.
Anja Kampe, die gleichermaßen auch für ihre Darstellungskunst gefeiert wird, arbeitet mit den wichtigsten Regisseuren des Operntheaters zusammen, darunter Harry Kupfer, Calixto Bieito, Dmitri Tschernjakow.
Neben ihrer internationalen Bühnenpräsenz ist Anja Kampe als Lied- und Konzertsängerin tätig. Als solche arbeitete sie u. a. mit Philippe Jordan, Daniel Harding, James Conlon, Mark Elder zusammen.
Im Januar 2018 wurde Anja Kampe zur „Bayerischen Kammersängerin“ ernannt.

## Repertoire (Auswahl)
- Zerlina und Donna Elvira in Don Giovanni
- Ännchen und Agathe in Der Freischütz
- Freia in Das Rheingold
- Eva in Die Meistersinger von Nürnberg
- Senta in Der fliegende Holländer
- Brünnhilde, Sieglinde und Gerhilde in Die Walküre
- Elisabeth in Tannhäuser und der Sängerkrieg auf Wartburg
- Isolde in Tristan und Isolde
- Küsterin in Jenůfa
- Leonore in Fidelio
- Ariadne in Ariadne auf Naxos
- Anna in Hans Heiling
- Odabella in Attila
- Tosca in Tosca
- Marschallin in Der Rosenkavalier
- Brünnhilde im Ring des Nibelungen
- Minnie in La Fanciulla del West

## Diskografie
- Leone Sinigalia: Lieder e Romanze. Label: Stradivari (2007)
- Wagner: Excerpts from Parsifal, Der Fliegende Holländer, Die Meistersinger von Nürnberg & Tristan und Isolde. Label: Hallé (2007)
- Beethoven: Fidelio. Label: Glyndebourne (2009)